# Janie Jones
Janie Jones (bra Janie Jones - Uma História de Amor) é um filme americano de 2010, do gênero drama musical, escrito e dirigido por David M. Rosenthal.
Estrelado por Alessandro Nivola, Elisabeth Shue, Brittany Snow e Abigail Breslin, o filme estreou no Festival Internacional de Cinema de Toronto em 17 de setembro de 2010.

## Enredo
Abandonada pela mãe, adolescente precisa aprender a conviver com o pai, um roqueiro em decadência.

## Elenco
- Abigail Breslin - Janie Jones
- Brittany Snow - Iris
- Alessandro Nivola - Ethan Brand
- Elisabeth Shue - Mary Ann Jones
- Peter Stormare - Sloan
- Joel Moore - Dave
- Frances Fisher - Lily
- Frank Whaley - Chuck
- Rodney Eastman - Billy

## Recepção
O Metacritic, que usa uma média ponderada, atribuiu ao filme uma pontuação de 52 em 100, baseado em 16 críticos, indicando críticas "mistas ou médias".

## Trilha sonora
A trilha sonora foi lançado em 11 de outubro de 2011 com canções escritas pelo cantor e compositor irlandês Gemma Hayes e estadunidense nascido em Israel Eef Barzelay. As músicas do álbum são realizadas por Abigail Breslin, Aleesandro Nivola, William Fitzsimmons e Gemma Hayes.